# Европско универзитетско дебатно првенство 2012.
Европско универзитетско дебатно првенство 2012. ће се одржати у Београду (Србија) од 5. до 11. августа 2012. Званични домаћин турнира биће Отворена комуникација уз подршку Универзитета у Београду. Европско универзитетско дебатно првенство је највеће студентско такмичење у Европи, са више од 190 пријављених европских универзитета. Процењује се да ће у Београд 2012. доћи преко 600 најбољих студената Старог континента.

## Кандидатура за домаћина
Дебатери из Србије се већ годинама такмиче на међународним турнирима широм света, а постизали су и изванредне успехе. То је био довољан мотив да чланови Отворене комуникације направе план и кандидују своју земљу за домаћина. Енглески Лидс је такође био кандидат, али се повукао пре самог избора, те је на прошлогодишњем првенству у Галвеју, Ирска одлучено да ће се најбољи млади дебатери такмичити у Београду.

## Организација
О организацији целог турнира бринуће Отворена комуникација, која је за ту потребу направила тимове састављене од најискуснијих дебатера и волонтера из целе Европе.

### Главни и одговорни
- Милан Вигњевић, председник Отворене комуникације
- Милан Крстановић, директор првенства

## Тим главних судија
За суђење на овом првенству, биће одговорни:
- Арт Ворд (енгл. Art Ward) , главни судија првенства
- Манос Москопулос (енгл. Manos Moschopoulos) , помоћник главног судије првенства
- Иса Лоуве (енгл. Isa Loewe) , заменица главног судије
- Бен Вулгар (енгл. Ben Woolgar) , заменик главног судије
- Филип Добранић (енгл. Filip Dobranić) , заменик главног судије
- Стивен Бојл (енгл. Stephen Boyle) , заменик главног судије
- Боб Нимо (енгл. Bob Nimmo) , задужен за ТАБ

## Учесници
Сваки дебатни тим има 2 члана који се зову говорници. Тимови се могу пријавити једино преко институције за коју дебатују, а то су углавном универзитети на којима студирају. Сваки универзитет може да пријави максимално 3 тима. На Европском првенству у Београду учествоваће 200 тимова, 113 судија из 87 различитих институција и 26 земаља.

#### Земље учесника турнира
| Земља               | Број тимова | Број судија | Број институција |
| Аустрија            | 3           | 2           | 1                |
| Босна и Херцеговина | 1           | 0           | 1                |
| Велс                | 1           | 1           | 1                |
| Грчка               | 2           | 1           | 1                |
| Енглеска            | 50          | 33          | 19               |
| Естонија            | 2           | 0           | 2                |
| Израел              | 21          | 13          | 8                |
| Ирска               | 12          | 8           | 4                |
| Италија             | 1           | 0           | 1                |
| Катар               | 1           | 0           | 1                |
| Летонија            | 2           | 0           | 1                |
| Мађарска            | 4           | 2           | 2                |
| Македонија          | 3           | 2           | 1                |
| Немачка             | 15          | 6           | 8                |
| Пољска              | 1           | 0           | 1                |
| Португалија         | 2           | 1           | 1                |
| Румунија            | 7           | 4           | 3                |
| Русија              | 13          | 7           | 6                |
| Словенија           | 3           | 2           | 1                |
| Србија              | 1           | 0           | 1                |
| Турска              | 10          | 6           | 4                |
| Финска              | 1           | 0           | 1                |
| Француска           | 6           | 3           | 3                |
| Холандија           | 14          | 9           | 5                |
| Хрватска            | 6           | 4           | 2                |
| Шведска             | 3           | 1           | 1                |
| Шкотска             | 14          | 8           | 6                |
| Шпанија             | 1           | 0           | 1                |